# Droit du travail au Québec et au Canada
Pour les autres articles nationaux ou selon les autres juridictions, voir Droit du travail.
Au Canada, les entreprises sont régies par deux systèmes distincts de droit du travail. En vertu de la Constitution canadienne, les entreprises de compétence fédérale sont régies par les lois fédérales et celles de compétence provinciale sont régies par les lois propres à chacune des provinces.
Au Québec le droit du travail englobe toutes les dispositions législatives qui encadrent le travail d'une personne. Les principales lois du travail sont le Code civil du Québec, le Code du travail, la Loi sur les normes du  travail, la Loi sur la santé et la sécurité du travail et la Loi sur les accidents de travail et les maladies professionnelles.
Les sources de droit du travail au Québec sont, de la plus importante à la moindre, la Constitution canadienne, les lois jouissant d'une certaine primauté (comme la Charte des droits et libertés de la personne), les lois, les décrets, les conventions collectives, la jurisprudence, la doctrine et la coutume.
Les tribunaux de droit commun comme la Cour du Québec, la Cour supérieure, la Cour d'appel et la Cour suprême du Canada ont compétence pour entendre les litiges concernant le travail.  Il existe aussi des tribunaux spécialisés comme la Tribunal administratif du travail et l'arbitrage de griefs qui ont des compétences particulières concernant certains aspects des lois du travail québécoises.